# Crambe amarilla
Crambe amarilla är en svampdjursart som beskrevs av Esteves, Lôbo-Hajdu och L. Hajdu 2007. Crambe amarilla ingår i släktet Crambe och familjen Crambeidae. Inga underarter finns listade i Catalogue of Life.